# دهستان شریف‌آباد (رفسنجان)
دهستان شریف‌آباد نام دهستانی در بخش کشکوئیه شهرستان رفسنجان، استان کرمان در ایران است. بر اساس سرشماری مرکز آمار ایران در سال ۱۳۸۵، جمعیت آن ۸۵۲۹ نفر (۲۰۴۵ خانوار) بوده‌است.